# Poesiealbum

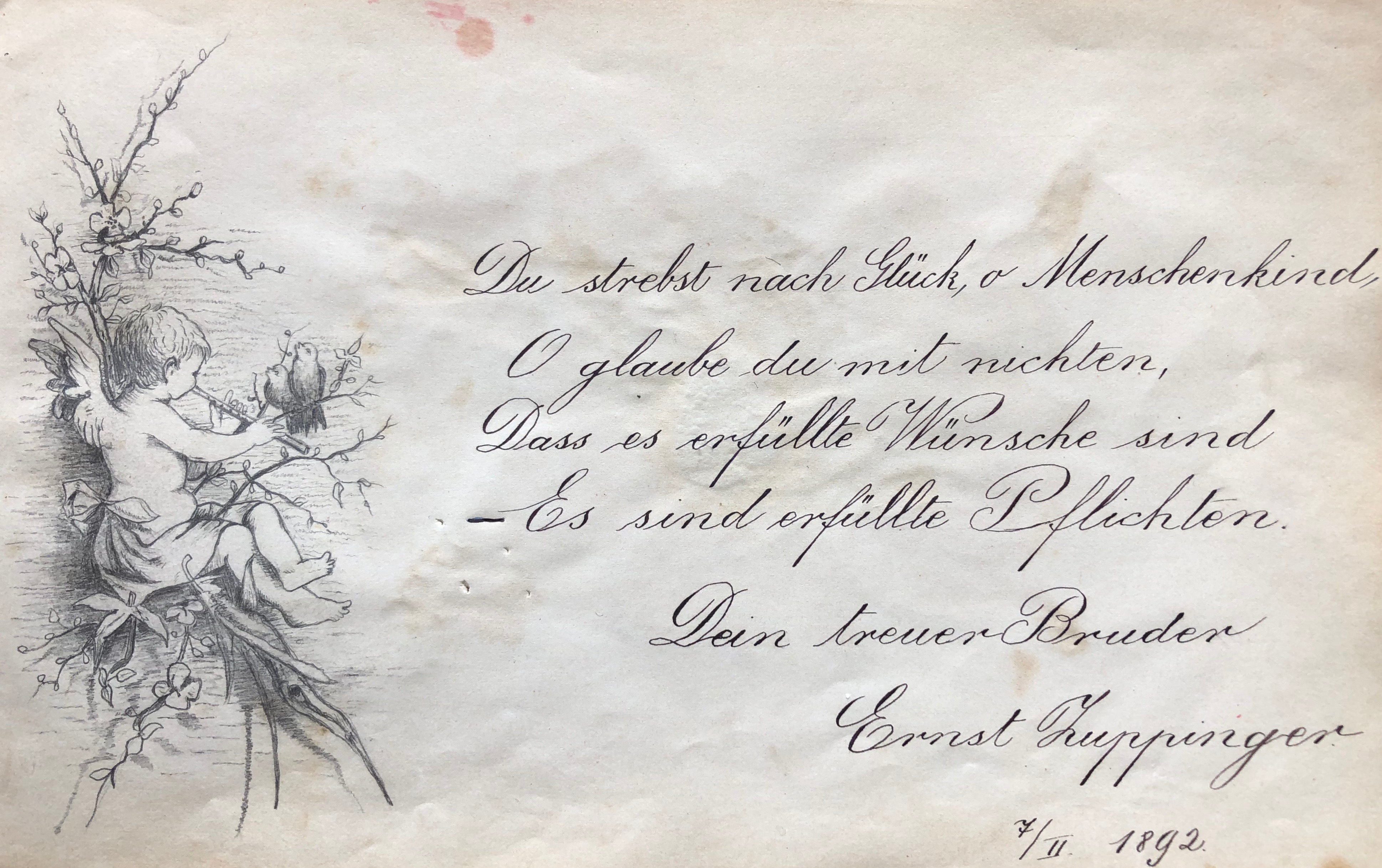
Eintrag des 17-jährigen Ernst Zuppinger im Poesiealbum seiner Schwester, 1892

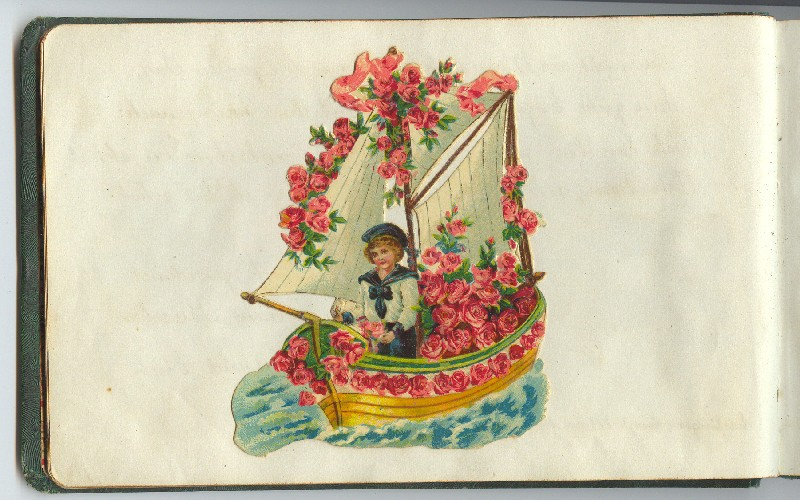
Seite aus einem Poesiealbum von 1923…

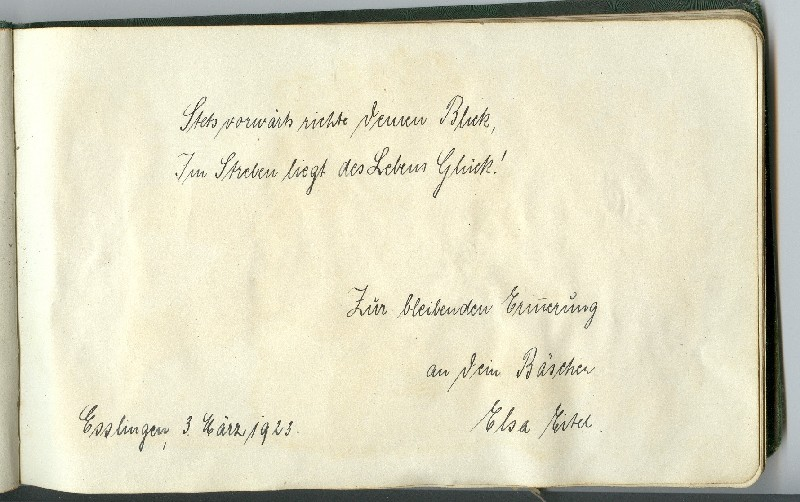
…und die Textseite dazu

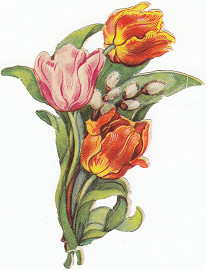
Glanzbild um 1930 bis 1940

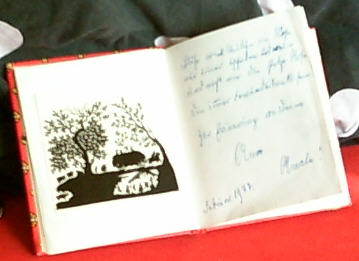
Poesiealbum-Eintrag 1977

Das Poesiealbum, in der Kurzform auch Poesie genannt, ist ein fest eingebundenes, oftmals quadratisches Buch im Format von etwa 16 cm × 16 cm mit weißen Seiten, in das Zitate in Form von Reimen und Versen (Zweizeiler, Vierzeiler usw.) eingetragen werden können. Zeichnungen, Ornamente, Bilder und Fotos dekorieren die Zitate oft noch. Das Poesiealbum erinnert – wie das Tagebuch – an Menschen, mit denen der Lebensweg oder Lebensabschnitte wie Schule, Ausbildung oder Studium geteilt wurde. Durch die Beziehung zwischen dem Besitzer des Albums und den Eintragenden wird das Poesiealbum zum Dokument einer bestehenden oder gewesenen persönlichen Beziehung.

## Historisches
Zu Beginn des 16. Jahrhunderts entstand der Brauch, guten Freunden Namen, Wappen und Wahlspruch in das Stammbuch (nicht identisch mit dem Stammbuch im Sinne des Familienstammbuchs) zu schreiben. Im 18. Jahrhundert kamen zu den Sinnsprüchen auch Widmungen und viele Zeichnungen, und im Laufe der Zeit wurden aus den Stammbüchern dann Erinnerungsbücher. Die Blütezeit hatte das Poesiealbum im 19. Jahrhundert, als Mitglieder von literarischen Zirkeln sich gegenseitig mit Versen und künstlerischen Beiträgen in eigens angeschafften Heften „verewigten“. Die Sitte betrieben hauptsächlich Erwachsene.
Nach Mair entstanden die Poesiealben als album amicorum im studentischen Bereich des 16. Jahrhunderts. Laut Beständen des Tiroler Landesmuseums seien es kostbare Bücher gewesen, in denen sich berühmte Professoren mit Sinnsprüchen und allegorischen Zeichnungen verewigten. Erst im 18. Jh. seien die Bücher in den privaten bürgerlichen Bereich der Erwachsenen eingezogen. Typisch im 19. Jh. seien getrocknete Blumen, geflochtene Haarsträhnen oder romantische Landschaftszeichnungen gewesen.

### Poesiealben seit Anfang des 20. Jahrhunderts
Poesiealben waren zum Teil mit einfachen kleinen Schlüsselchen verschließbar, und es galt unter Kindern mitunter als Vertrauens- und Freundschaftsbeweis, sich eintragen zu dürfen.
Die poetischen Verse wurden durch Weitergabe des Albums an Verwandte, Mitschüler, Lehrer, Freunde und Bekannte gesammelt. Dabei stand jedem Eintrag nur eine Buchseite (in der Regel die rechte) zur Verfügung. Die linke Buchseite blieb frei und diente einer künstlerischen Gestaltung. Beliebt waren Glanzbilder, Scherenschnitte und Glitzerbilder, später auch sogenannte Sticker, die eingeklebt wurden. Auch Zeichnungen, z. B. mit Buntstiften, gern auch nach durchgepausten Vorlagen, waren üblich. Die Bilder und Zeichnungen dienten oft nur der Verzierung und hatten selten einen inhaltlichen Bezug zum Eintrag.
Da Poesiealben typischerweise in der Schulzeit etwa ab dem Grundschulalter geführt wurden, sah es die erwachsene Generation in bildungspolitisch vorgeprägten Kreisen teilweise als pädagogisch wertvoll an, da sowohl die Handschrift in Form der Schönschrift geübt wurde als auch Geschmack bei der Auswahl von Texten gepflegt werden konnte.
Die eingetragenen Lebensweisheiten, Ratschläge und Mahnungen religiösen und weltlichen Inhalts leisteten einen Beitrag an theoretischer Lebenshilfe und -bewältigung. Der Albumbesitzer als Textempfänger übte im Allgemeinen keinen Einfluss auf die Auswahl des Textes bzw. die äußere Gestaltung der Eintragung aus. Dieser Bereich blieb als individueller Frei- und Spielraum den Eintragenden vorbehalten. Dabei weisen Text und Gestaltung des Eintrags als Dokument der persönlichen Bindung auf den Eintragenden zurück. Neben der Funktion des Belehrens, Helfens und Erheiterns kommt so der Funktion des Erinnerns die zentrale Bedeutung am Eintrag in einem Poesiealbum zu.

### Poesiealben heute
Die Beliebtheit und die Gestaltung von Poesiealben ist einem Modetrend unterworfen. So werden Alben mit weißen Seiten und auch mit Formularvordruck ähnlich Freundschaftsbüchern angeboten. Die Einbände, früher eher schlicht gehalten, sind oft bunt und detailreich.

## Eingetragene Verse
Der Besitzer des Albums gibt auf der ersten Seite oft einige Regeln bekannt und nimmt so Kontakt zu den Eintragenden auf, die er um Sauberkeit und Sorgfalt bei den Eintragungen bittet. Diese formelhaft-gereimte Einleitung endet zum Beispiel oft mit der Zeile „... und reißt mir keine Blätter raus, sonst ist es mit der Freundschaft aus ...“ Nur selten wird der Rahmen der Sammlung durch eine epilogähnliche Schlussformulierung geschlossen. So stand auf der letzten Albumseite oft der Spruch: „Ich habe mich hier angewurzelt, damit niemand aus dem Album purzelt.“
Zwischen diesen Rahmenelementen bilden die Beiträge der Eintragenden den Kern des Poesiealbums. Dabei handelt es sich in der Regel nicht um eigene, selbst angefertigte Texte, sondern um Übernahmen vorformulierter Texte und Zitate aus der Literatur. Folgende Leitthemen sind zu nennen:
Wunschtexte (Glück, Gesundheit) 7 %, Lebensweisheit (allgemeine Erfahrungsleitsätze) 21 %, Tugendlehre (Erziehung) 47 %, Freundschaft 15 %, Religion 8 %.
Es fällt auf, dass manches in den Poesiealben fehlt: Die eigentliche Lyrik in Form von Gedichten ist nicht vertreten. Es fehlt auch jeglicher politischer Bezug genauso wie die Darstellung von Negativem. Unter anderem wird daher die Schule in der „Rückprojektion“ zu einem Raum der Geborgenheit und Sorglosigkeit, zumal nur die Schüler und Lehrer einen Eintrag verfassten, die vom Besitzer des Albums darum gebeten wurden.
Einer der am häufigsten eingetragenen Verse war: „Edel sei der Mensch, hilfreich und gut“ (J. W. Goethe).